# Habsburg–Lotaringiai Mária Karolina Lujza főhercegnő
Mária Karolina (Lujza Jozefa Johanna Antónia; Bécs, Ausztria, Német-római Birodalom, 1752. augusztus 13. – Bécs, Ausztria, 1814. szeptember 8.), Nápoly és Szicília királynéja volt 1768-as házasságkötésével IV. Ferdinánd nápolyi király (III. Ferdinándként szicíliai király) feleségeként. Az országok de facto uralkodója volt férje helyett: reformjaival a spanyol befolyást felszámolta, megerősítette a haditengerészetet Sir John Acton vezényletével, valamint visszavonta a szabadkőművesség tilalmát is. A felvilágosult abszolutizmus híveként kormányzott a francia forradalom kitöréséig, amikortól – tartva a forradalmi eszmék átterjedésétől – autokráciává tette a Nápolyi és Szicíliai Királyságokat.
Osztrák főhercegnőként született mint Mária Terézia uralkodónő és I. Ferenc német-római császár tizenharmadik gyermeke. Házasságára a spanyol–osztrák szövetség részeként került sor tizenötesztendős korában 1768-ban. Első fiának, Calabria hercegének születését követően került be a titkos tanácsba 1775-ben. Ezt egészen a napóleoni háborúkig, 1812-ig vezette, amikor is szicíliai tartózkodásuk alatt Lord William Bentinck száműzte őt, így visszatért hazájába, Ausztriába.
Mária Karolina Nápolyt a művészetek és tudományok egyik fellegvárává avanzsálta, mecénása volt Jakob Philipp Hackert és Angelika Kauffmann festőknek, valamint Gaetano Filangieri, Domenico Cirillo és Giuseppe Maria Galanti akadémikusoknak egyaránt. Huszonegy évig tartó házassága alatt összesen tizennyolc gyermeket szült, akiket édesanyjához, a császárnéhoz hasonlóan ő is politikailag előnyős házasságok megkötésére kötelezett. Gyermekei között van a későbbi Mária Terézia Karolina, az utolsó német-római császárné, valamint Mária Amália királyné, I. Lajos Fülöp francia király felesége is.
Mária Karolina volt Marie Antoinette legkedvesebb testvére, egyben Mária Terézia legtovább életben maradt gyermeke. Ő volt Nápoly és Szicília utolsó királynéja is, mivel a bécsi kongresszust követően – amin ő maga is felszólalt volna, ám betegsége okán végül idő előtt elhunyt 1814-ben – kikiáltották Két Szicília Királyságát. Nelson admirális szerint ő volt Mária Terézia egyetlen igazi leánya, aki anyjától örökölt politikai tehetségét sikeresen tudta kamatoztatni, míg Napóleon szerint Mária Karolina volt „Európa legveszélyesebb asszonya”.

## Élete

### Származása, testvérei

Mária Karolina osztrák főhercegnő, nápoly–szicíliai királyné

Mária Karolina Lujza főhercegnő 1752. augusztus 13-án született Bécsben. Édesapja I. (Lotaringiai) Ferenc német–római császár (1708–1765), édesanyja Mária Terézia császárné, osztrák uralkodó főhercegnő, magyar és cseh királynő (1717–1780) volt.
Az uralkodópár 16 gyermekének sorában Mária Karolina született tizenharmadikként. A felnőttkort megérő testvérek:
- Mária Anna Jozefa főhercegnő (1738–1789), betegsége miatt egy Klagenfurti kolostorba vonult vissza.
- József Benedek Ágost főherceg (1741–1790), később II. József néven német-római császár, magyar és cseh király (1764–1790).
- Mária Krisztina főhercegnő (1742–1798), aki 1766-ban Albert Kázmér szász–tescheni herceghez (1738–1822) ment feleségül.
- Mária Erzsébet Jozefa főhercegnő (1743–1808), akit XV. Lajos francia király feleségéül szántak, de betegsége miatt egy innsbrucki kolostorba kényszerült vonulni.
- Károly József Emánuel főherceg (1745–1761), fiatalon meghalt.
- Mária Amália főhercegnő (1746–1804), aki 1769-ben I. Ferdinánd parmai herceghez (1751–1802) ment feleségül.
- Péter Lipót József főherceg (1747–1792), I. Lipót néven toszkánai nagyherceg, 1790–92 között II. Lipót néven német-római császár, magyar és cseh király.
- Mária Johanna Gabriella főhercegnő (1750–1762), akit IV. Ferdinánd nápolyi királlyal jegyeztek el, de meghalt az esküvő előtt.
- Mária Jozefa főhercegnő (1751–1767), akit elhalt nővére, Johanna Gabriella után szintén IV. Ferdinánd nápolyi királlyal jegyeztek el, de ő is meghalt az esküvő előtt.
- Mária Karolina Lujza főhercegnő (1752–1814), Nápoly és Szicília királynéja.
- Ferdinánd Károly Antal főherceg (1754–1806), Lombardia főkormányzója, aki 1771-ben Estei Mária Beatrix modenai hercegnőt (1750–1829), és megalapította a Habsburg-ház Este-Modenai ágát.
- Mária Antónia főhercegnő (1755–1793), aki 1770-ben XVI. Lajos francia király felesége lett. Lajos Károly francia trónörökös herceg édesanyja. A francia forradalom során férjével együtt kivégezték. Fia 1795-ben fogságban halt meg.
- Miksa Ferenc főherceg (1756–1801) püspök, kölni választófejedelem, a Német Lovagrend nagymestere.

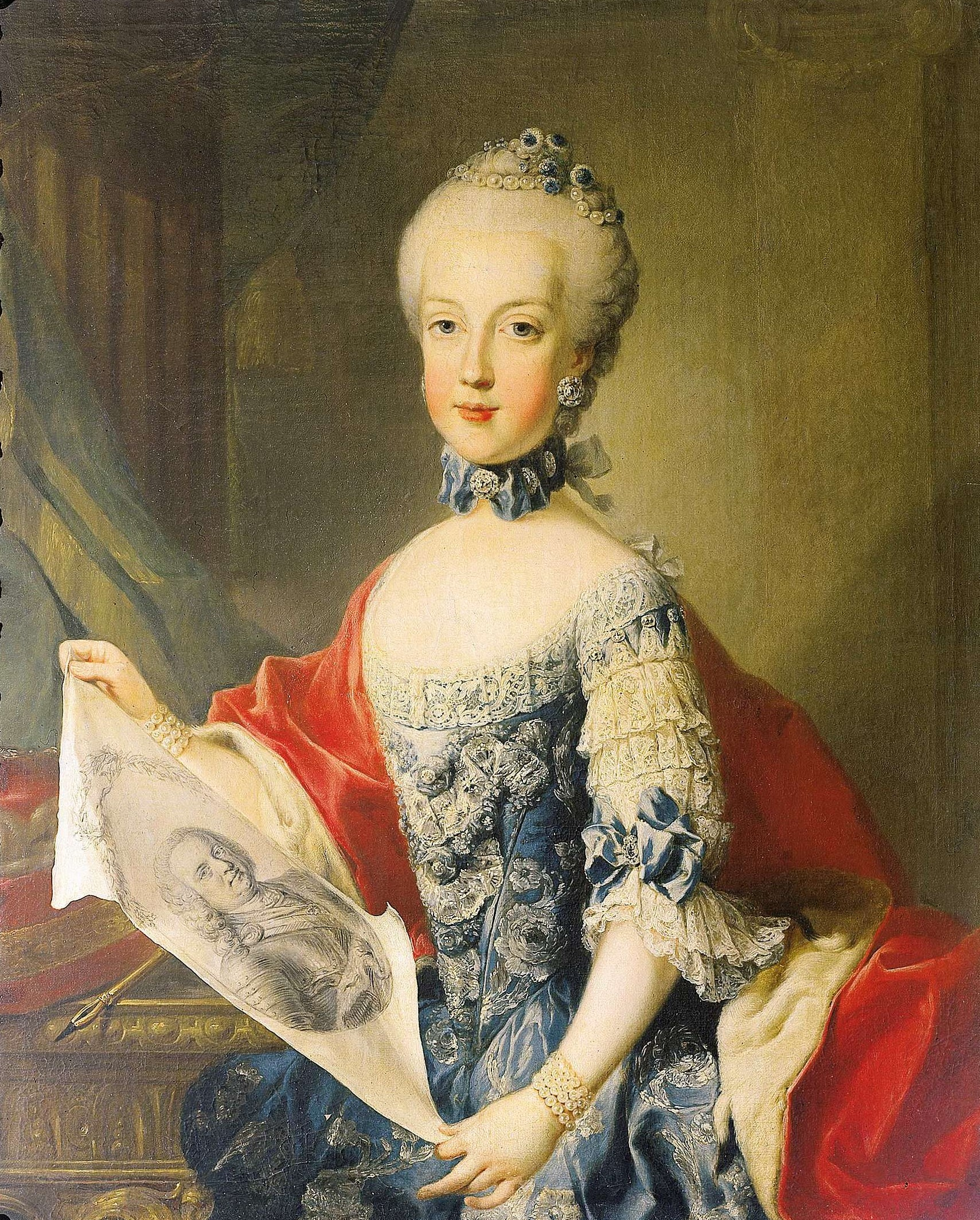
Az ifjú Mária Karolina főhercegnő

### Gyermekkora a bécsi udvarban
Mária Karolina a bécsi császári udvarban töltötte ifjúkorát. Testvéreivel együtt nevelkedett, szigorú terv szerint, amelyet Mária Terézia dolgozott ki gyermekei számára. Az oktatási program táncórákat, színházi előadásokat, a történelem, festészet, helyesírás és államtudomány oktatását, némi matematikát, és idegen nyelvek tanulását tartalmazta. A leányoknak ezen felül kézimunkát és társalgást is tanítottak.
Mária Terézia és főminisztere, Kaunitz gróf az osztrák örökösödési háborúban meggyengült Habsburg Birodalom helyzetének megerősítésére törekedtek. Az osztrák politikai befolyás növelésének legjobb módját a dinasztikus kapcsolatok szaporításában látták. Mária Terézia szerteágazó házassági terveiben mind a 14 túlélő gyermeke szerepelt. Mária Terézia figyelme főleg a Bourbonok által uralt Franciaországra, Spanyolországra, a Nápoly–Szicíliai Királyságra és a Parmai Hercegségre összpontosult, remélve, hogy a Bourbonok és a Habsburgok közötti erős családi kapcsolat ellensúlyt képezhet II. Frigyes porosz király ellenséges törekvéseivel szemben. Leányait (az egyetlen kedvenc Mária Krisztina főhercegnő kivételével) olyan személyekhez adta feleségül, akikhez ők maguk nem akartak hozzámenni, ez számos családi és politikai problémát okozott. Mint később kitűnt, Mária Karolina volt az egyetlen leány, aki anyjához hasonlóan uralkodásra termett személyiségnek bizonyult, megállta a helyét királynéként is, a kormányzásban felelős politikusként vett részt, és jelentős erőfeszítéseket tett, hogy országát távol tartsa a francia forradalomtól és a napóleoni hódítástól.
Mária Terézia minden leányának jellemét gondosan megfigyelte és leírta. Mária Karolinát lázadónak és vadócnak írta le. Nevelője, Judith von Brandis ugyanilyennek látta. Ő volt Mária Terézia leányai közül az, aki a leginkább örökölte anyjának legjobb uralkodói jellemvonásait: az intelligenciát és a nagyratörő ambíciókat. Mária Terézia minden leánya számára szigorú magatartási szabályokat írt elő. Az engedetlen Mária Karolinának ezt írta: „Neveletlenségedet nem felejthetem el és nem bocsáthatom meg. Az a hang, amit használsz, és ahogy beszélsz, már több, mint kellemetlen. Sohasem emelheted fel a hangodat. Pallérozd az elmédet, mert csak ez tarthat vissza attól, hogy oda nem illő megjegyzéseket ejts.”

### Házasságának előzményei
Mária Terézia aggodalma nem volt alaptalan. Leányát a spanyol Bourbon-házból való VII. Károly nápolyi király és Mária Amália szász hercegnő fiának, IV. Ferdinánd nápolyi királynak (1751–1825) szánta, aki III. Ferdinánd néven Szicília királya is volt. A Nápoly–Szicíliai Királyság két államból, a Nápolyi és a Szicíliai Királyságból állt, amelyek perszonálunióban álltak egymással. (A két királyságot hivatalosan csak később, 1816. december 8-án egyesítették Két Szicília Királysága (Regno delle Due Sicilie) néven.
A nápolyi királyi udvar igen nagy reményeket fűzött a Habsburg császári dinasztiába való beházasodáshoz, a frigytől a két királyság politikai és gazdasági felemelkedését várták. Egy korabeli osztrák diplomata ezt jelentette a tervezett esküvő előtt: „A nápolyi fél a legőszintébben kívánja, hogy – mivel Őfelségének, a királynak sem akarata, sem tehetsége ez irányban nem lévén – Őfelsége, a jövendő királyné saját kezébe vegye az államok kormányzását, és ezzel megelőzze e nyomorult állapotban lévő országok teljes tönkremenését.”
A IV. Ferdinánd nápolyi királlyal kötendő házasságnak Mária Terézia igen nagy fontosságot tulajdonított. A királyt először Johanna Gabriella főhercegnővel (1750–1762) jegyezték el, de ő meghalt himlőben. Helyére húga, Mária Jozefa főhercegnő (1751–1767) lépett, de őt is elvitte a himlő. Utolsó, „még kiadó” nővérüket, Mária Amália főhercegnőt a király túl öregnek találta, mert a leány 5 évvel idősebb volt nála. Ilyen előzmények után jegyezték el a nápolyi királlyal a sorban következő ifjabb leánytestvért, Mária Karolinát. Nővérét, Mária Amáliát 1769-ben a vele egyidős Ferdinánd parmai herceghez (1751–1802) adták feleségül.

### Házassága, gyermekei

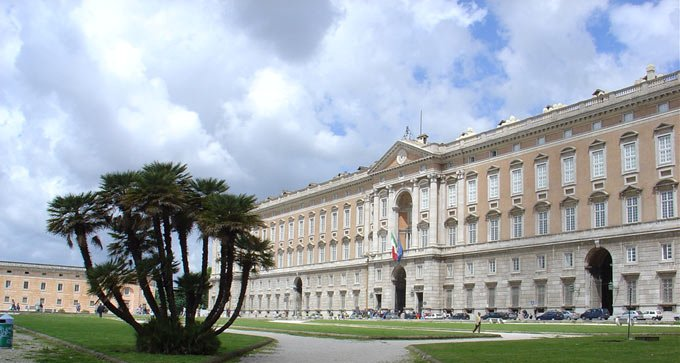
A casertai királyi palota (Reggia di Caserta)

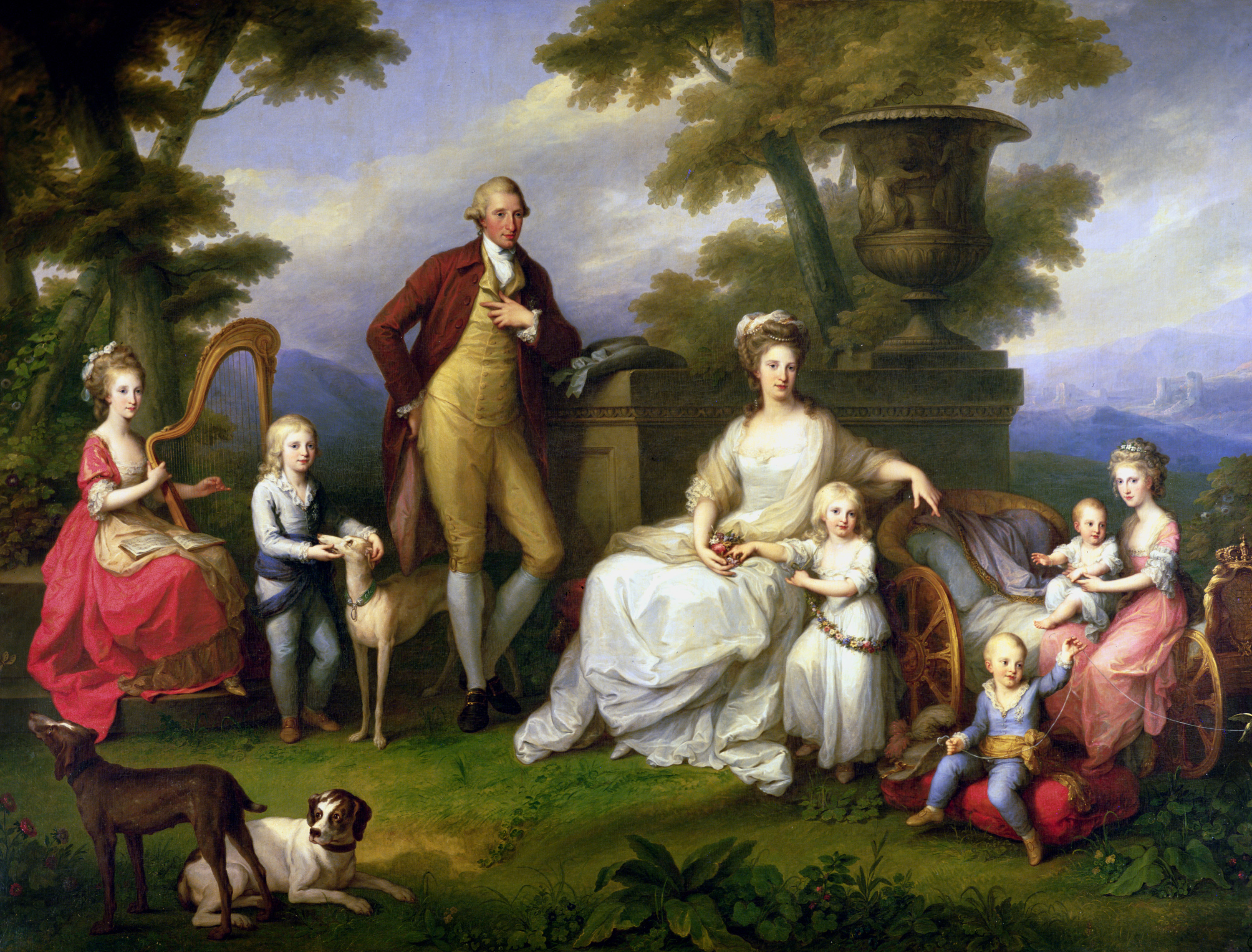
Mária Karolina nápoly–szicíliai királyné férjével, Ferdinánd királlyal és néhány gyermekükkel (A. Kauffmann festménye)

Mária Karolina főhercegnő és IV. Ferdinánd nápolyi király házasságát először képviselők által „per procurationem” kötötték meg 1768. április 7-én az Ágoston-rendiek bécsi templomában (Augustinerkirche). Mielőtt a főhercegnő útrakelt volna Nápoly felé, Mária Terézia (többi leányához hasonlóan) őt is ellátta anyai tanácsaival: „Más anya az én helyemben arra sarkallna Téged, kérj részt az ország kormányzásából. Én azonban túl jól ismerem ennek terheit és az ebből származó veszedelmeket, és nem szívesen látnám, ha magad is belevágnál. Semmi se történjék a király beleegyezése és helyeslése nélkül. Még ha a király meg is engedné Neked, hogy részt vegyél a kormányzásban, még ha be is avatna az államügyekbe, ha ki is kérné a tanácsodat, ennek semmi jelét sem adhatod kifelé. Hagynod kell, hogy az egész világ a férjedet tisztelje, Te magad elégedj meg az ő bizalmával.”
Az ifjú királyné útja Trienten, Roveretón, Velencén, Modenán, Bolognán és Firenzén át vezetett. 1768. május 11-én lépte át a Nápolyi Királyság határát, itt megvált osztrák udvari kíséretétől. Május 12-én a casertai királyi palotában megtartották a királyi pár hivatalos esküvőjét.
A mézeshetek alatt komoly nézeteltérések keletkeztek a házasfelek között, amelyek évek múltával tovább súlyosbodtak. Mária Karolina császárleány volt, akit uralkodónak, és lelkiismeretes családanyának neveltek, a műveletlen Ferdinánd király viszont sohasem részesült sokoldalú oktatásban. Ő főleg vadászatban, festegetésben lelte örömét, és szeretett mértéktelenül enni. A boldogtalan kapcsolat miatt a házasság négy éven át gyermektelen maradt. A király és királyné azonban később megtanult egymáshoz alkalmazkodni, elfogadták közös sorsukat, és mindkettőjük számára előnyös, stabil partneri viszonyt építettek fel.
1772 és 1793 között 18 gyermekük született, rangjuk szerint nápoly–szicíliai (egyben spanyol) királyi hercegek és hercegnők. Közülük csak heten érték meg a felnőttkort.
1. Mária Terézia Karolina hercegnő (1772–1807), aki 1790-ben feleségül ment II. Ferenc német-római császárhoz, cseh királyhoz (I. Ferenc néven magyar király, és 1804-től osztrák császár).
2. Lujza Mária Amália hercegnő (1773-1802), aki Ferenc császár öccséhez, Habsburg–Toscanai Ferdinánd József János főherceghez (1769–1824), a későbbi III. Ferdinánd toszkánai nagyherceghez ment feleségül.
3. Károly Titusz Ferenc Gennaro, Calabria hercege (1775–1778), kisgyermekként meghalt.
4. Mária Anna Jozefina (Giuseppina) hercegnő (1776–1780), kisgyermekként meghalt.
5. Ferenc Januáriusz (Gennaro), Calabria hercege (1777–1830), 1778-tól trónörökös, 1830-tól I. Ferenc néven nápoly–szicíliai király.
6. Mária Amália hercegnő (1779–1783), kisgyermekként meghalt.
7. Mária Krisztina Amália Terézia hercegnő (1779–1849), Mária Amália ikertestvére, aki Károly Félix szárd–piemonti királyhoz, Savoya hercegéhez (1765–1831) ment férjhez.
8. Gennaro Károly Ferenc herceg (1780–1789), gyermekként meghalt.
9. József Catello Gennaro herceg (1781–1783), kisgyermekként meghalt.
10. Mária Amália Terézia hercegnő (1782–1866), aki Orléans-i Lajos Fülöp francia királyhoz (1773–1850) ment feleségül.
11. Mária Krisztina (*/†1783), születésekor meghalt.
12. Mária Antonietta Terézia hercegnő (1784–1806), aki VII. Ferdinánd spanyol király (1784–1833) első felesége lett.
13. Mária Klotild Terézia hercegnő (1786–1792), gyermekként meghalt.
14. Henrietta (Enrichetta) Mária Kárméla hercegnő (1787–1792), kisgyermekként meghalt.
15. Károly Gennaro Ferenc herceg (1788–1789), kisgyermekként meghalt.
16. Lipót János József herceg (1790–1851), Salerno hercege, aki 1816-ban unokahúgát, Mária Klementina főhercegnőt (1798–1881), I. Ferenc császár leányát vette feleségül.
17. Albert Fülöp Maria herceg (1792–1798), gyermekként meghalt.
18. Mária Erzsébet Terézia hercegnő (1793–1801), gyermekként meghalt.

### Politikai befolyása a nápoly–szicíliai kormányzatra

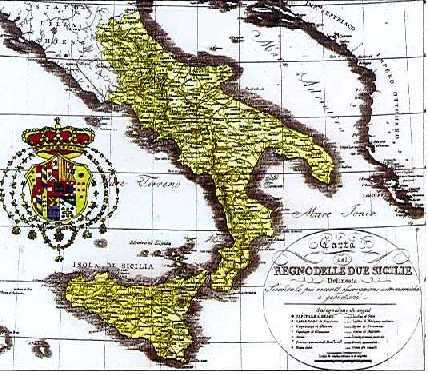
A Nápoly–Szicíliai Királyság.

Családi életének nehézségei ellenére Mária Karolina királyné hamarosan érdeklődni kezdett országainak helyzete iránt. A politikai és gazdasági nehézségek forrásait kereste. A köznép általános szegénységét a spanyolokhoz kötődő főnemesi osztály és a katolikus klérus konzervativizmusa okozta. Bernardo Tanucci főminiszter (1698–1783), akit Ferdinánd még apjától és elődjétől, Károly királytól örökölt, Spanyolország érdekei szerint irányította a pénzügyeket. A gyenge Ferdinánd király nem volt képes arra, hogy kivonja magát apjának politikai befolyása alól, és önálló régensként saját kezébe vegye Nápoly és Szicília kormányzását. A spanyol gazdasági kizsákmányolás tönkretette a helyi gazdaságot, hatalmas államadósság halmozódott fel.
A királyné kiemelkedő intelligenciája és céltudatos határozottsága, amelyet anyjától, Mária Teréziától örökölt, hamarosan megmutatkozott. Férjére és a kormánytagokra gyakorolt növekvő befolyását a Nápoly–Szicíliai Királyság önállósodásának érdekében vetette latba. Igyekezett csökkenteni országainak függőségét a spanyol koronától.
1777-ben megszületett a trónörökös, Ferenc Januárius (Gennaro) herceg (a későbbi I. Ferenc nápoly–szicíliai király). A királyné befolyása férjére olyan erőssé vált, hogy a király őt nevezte ki Bernardo Tanucci helyére a koronatanácsban. A királyné ezután már a legfontosabb politikai kérdésekbe is beleszólhatott, és a felvilágosult abszolutizmus szellemét vihette be a kormányzásba.
1784-ben a király az angol John Actont, az addigi tengerészeti minisztert nevezte ki az állam főminiszterévé. A következő években sikerült javítani a politikai és gazdasági helyzetet. A reformok révén a főnemesség és a klérus dominanciáját korlátozták, a köznép szegénysége enyhült. Az osztrák származású királyné ambiciózus politikai intézkedései azonban felkeltették Spanyolország, Franciaország, majd Nagy-Britannia gyanakvását is. Bonaparte Napóleon egyenesen „Európa legveszélyesebb asszonyának” nevezte Mária Karolinát.

### Harc a francia forradalom és Napóleon ellen

#### A francia forradalom hatásai
A francia forradalom kitörésekor Mária Karolina attól tartott, az általános szegénység következtében saját királyságaiban is forradalom törhet ki. A felvilágosult főhercegnő kezdetben rokonszenvezett a francia jakobinusok törekvéseivel, de amikor azok 1793-ban kivégezték XVI. Lajos királyt és Marie Antoinette királynét (Mária Karolina sógorát és legifjabb húgát), rokonszenve a francia forradalmi rendszer elleni elutasítássá és gyűlöletté változott. Még 1793-ban csatlakozott a Franciaország elleni első koalícióhoz, amelyet Nagy-Britannia, Ausztria, Poroszország, Hollandia, a Szárd Királyság és Portugália alakított. Unokaöccsének (egyben vejének), II. Ferenc császárnak ezt írta: „Megesküszöm, hogy én sohasem fogok szegény húgom, Marie Antoinette sorsára jutni. Elszántam magam, hogy a legvégső esetben mind a hét gyermekemet tengerbe vetem, és magam is utánuk ugrom. Semmiképpen sem leszek e gazemberek zsákmánya, és senkitől sem fogok könyörületet koldulni.”
Bár a Nápoly–Szicíliai Királyságban nem robbant ki jelentősebb népfelkelés, de a francia forradalom hatására az országban republikánus klubok alakultak, és erősödött az antiroyalista hangulat. 1794-ben Robespierre megbuktatása után az európai politikai helyzet enyhült, de hamarosan új veszély jelentkezett. 1795 októberében Bonaparte Napóleon tábornok leverte a párizsi királypárti felkelést, ezért kinevezték az Itáliai Hadsereg főparancsnokának. 1796 márciusában inváziót indított Itália ellen, elfoglalta Nizzát és Savoyát, elűzte a lombardiai és toszkánai uralkodókat, csapatai Dél-Itália felé közeledtek. Mária Karolina tisztában volt azzal, hogy a rosszul szervezett nápolyi hadsereg nem szállhat szembe a jól felfegyverzett francia haderővel. A katonai megszállást és az ezzel járó következményeket megelőzendő, a királyné hozzájárult, hogy kormánya 1797. október 10-én különbékét kössön Franciaországgal.

#### Első menekülése. A Parthenopéi Köztársaság

A Parthenopéi Köztársaság zászlója

Bonaparte tábornok azonban nem mondott le a stratégiailag fontos helyzetű Nápolyi és Szicíliai Királyság megszerzéséről, ezért a királyi pár 1798-ban úgy döntött, óvatosságból csatlakoznak a Franciaország elleni második koalícióhoz. 1798 elején Mack osztrák tábornagy vezetésével egy nápolyi királyi hadsereg elfoglalta Rómát, de hamarosan megsemmisítő vereséget szenvedtek a felvonuló francia haderőtől. A Nelson ellentengernagy parancsnoksága alatt a Földközi-tengeren tevékenykedő brit flotta erőfeszítései és kisebb győzelmei ellenére Napóleon csapatai 1798 februárjában elfoglalták Nápolyt. A királyi család Szicíliába menekült, Mária Karolina innen igyekezett megszervezni az ellenlépéseket.
1799. január 24-én a Championnet tábornok által vezetett francia csapatok Nápolyban kikiáltották a Parthenopéi Köztársaságot. Parthenópia volt Nápoly ókori görög neve. A névválasztással a nápolyi nép visszanyert önállóságát és szabadságát kívánták jelképezni. Köztársasági kormányt alakítottak, amely Ercole D’Agnesét választotta elnöknek, kihirdették a sajtószabadságot, és további reformokra készültek. A királyi hadsereg (a „Sanfedisti”), Fabrizio Ruffo bíboros irányításával harcot kezdett a köztársaságiak ellen. Hat hónapnyi küzdelem után, a brit flotta hathatós támogatásával 1799. június 21-én bevonultak Nápolyba, véres harcban leverték a nép felkelését és megdöntötték a köztársaságot. 1799 nyarára Nelson admirális kiűzte a franciákat a Nápolyi Királyság egész területéről, a királyi pár visszatérhetett a trónra. Nelson admirális a következő években is az uralkodó tanácsadója maradt. Emma Hamilton, a brit nagykövet felesége, aki egyben az admirális szeretője is volt, Mária Karolina királyné bizalmasa lett, és rábeszélte Nelsont, hogy érvénytelenítse a köztársaság vezetőinek adott menleveleket, amelyeket fegyverletételükért kaptak Ruffo bíborostól. A brit flotta parancsnoka tétlenül nézte, amint a royalisták száznál több nápolyi értelmiségit tartóztatnak le és akasztanak fel. Nelsont e méltatlan viselkedéséért visszarendelték Angliába.
Nyugalmasabb évek következtek. Mária Karolina Bécsbe utazott, hogy részt vegyen saját leányainak előnyös kiházasításáról folyó tárgyalásokon. Legidősebb leánya, Mária Terézia Karolina nápoly–szicíliai királyi hercegnő már 1790 óta II. Ferenc császár felesége volt, az ő legidősebb leánya, Mária Lujza főhercegnő (1791–1847) volt Mária Karolina legkedvesebb unokája.

#### Második menekülése. Utolsó évei száműzetésben
Mária Karolina 1802. augusztus 17-én tért vissza Bécsből Nápolyba. Napóleon hatalma tovább növekedett, 1804. december 2-án császárrá, majd egy évvel később, 1805-ben „Egész Itália Királyává” („Rex totius Italiae”) koronáztatta magát. A Nápolyi Királyság támogatta a Franciaország elleni harmadik koalíciót, amely azonban az 1805. december 2-i austerlitzi csatában megsemmisítő vereséget szenvedett Napóleontól. 1805. október 21-én Nelson altengernagy, a földközi-tengeri brit flotta parancsnoka, Mária Karolina királyné személyes támogatója elesett a trafalgari csatában. A franciák 1806-ban elfoglalták a Nápolyi Királyságot, Mária Karolinának és családjának ismét Szicíliába kellett menekülnie. Napóleon császár előbb öccsét, Joseph Bonapartét, majd két év múlva, 1808-ban sógorát, Joachim Murat tábornagyot nevezte ki Nápoly királyává.
Szicíliai száműzetésében a királyi család teljesen a britek segítségére volt utalva. Nelson halála után azonban Mária Karolina népszerűsége gyorsan hanyatlott. 1809-ben a wagrami csatavesztés nyomán összeomlott a Franciaország elleni ötödik koalíció is. I. Ferenc osztrák császár arra kényszerült, hogy legidősebb leányát, Mária Lujza főhercegnőt feleségül adja fő ellenségéhez, Napóleon császárhoz. Amikor Mária Karolina hírt kapott a házasság tervéről, így fakadt ki: „Már csak az hiányzott nekem, hogy az ördög nagyanyjává legyek.”
1812-ben Lord William Bentinck, a szicíliai brit csapatok főparancsnoka nyíltan beavatkozott a Nápolyi Királyság belügyeibe, gyakorlatilag (de nem hivatalosan) lemondatta Ferdinánd királyt. Helyére fiát, Ferenc Gennaro herceget nevezte ki régenssé. A királynét megfosztotta befolyásától, és kiutasította az országból. 1813-ban Mária Karolina elhagyta Szicíliát és hazaindult Bécsbe. A határozott és döntésképes anyakirályné távozása után férje és fia a brit hatóságok kiszolgálóivá süllyedtek.
A száműzött királynét útközben érte az 1813. október 19-én lefolyt lipcsei Népek Csatájának és Napóleon bukásának híre. Hosszú kerülő úton, Konstantinápolyon, Odesszán, Lembergen és Pest-Budán keresztül érkezett Bécsbe 1814 januárjában. Azonnal belevetette magát a nagyhatalmi politikába. Unokaöccsét, I. Ferenc császárt és Metternich kancellárt igyekezett rábírni, hogy követeljék vissza Ausztria számára a nápolyi királyi trónt. Ennek érdekében a bécsi kongresszus ülésén is fel kívánt szólalni, de szeptember 8-án agyvérzést kapott és meghalt. Nem érhette meg ellenségének, Napóleonnak végső bukását, sem saját fiának tényleges visszatérését a nápolyi királyi trónra. A Habsburgok hagyományos temetkezőhelyére, a kapucinusok bécsi templomának kriptájában temették el.

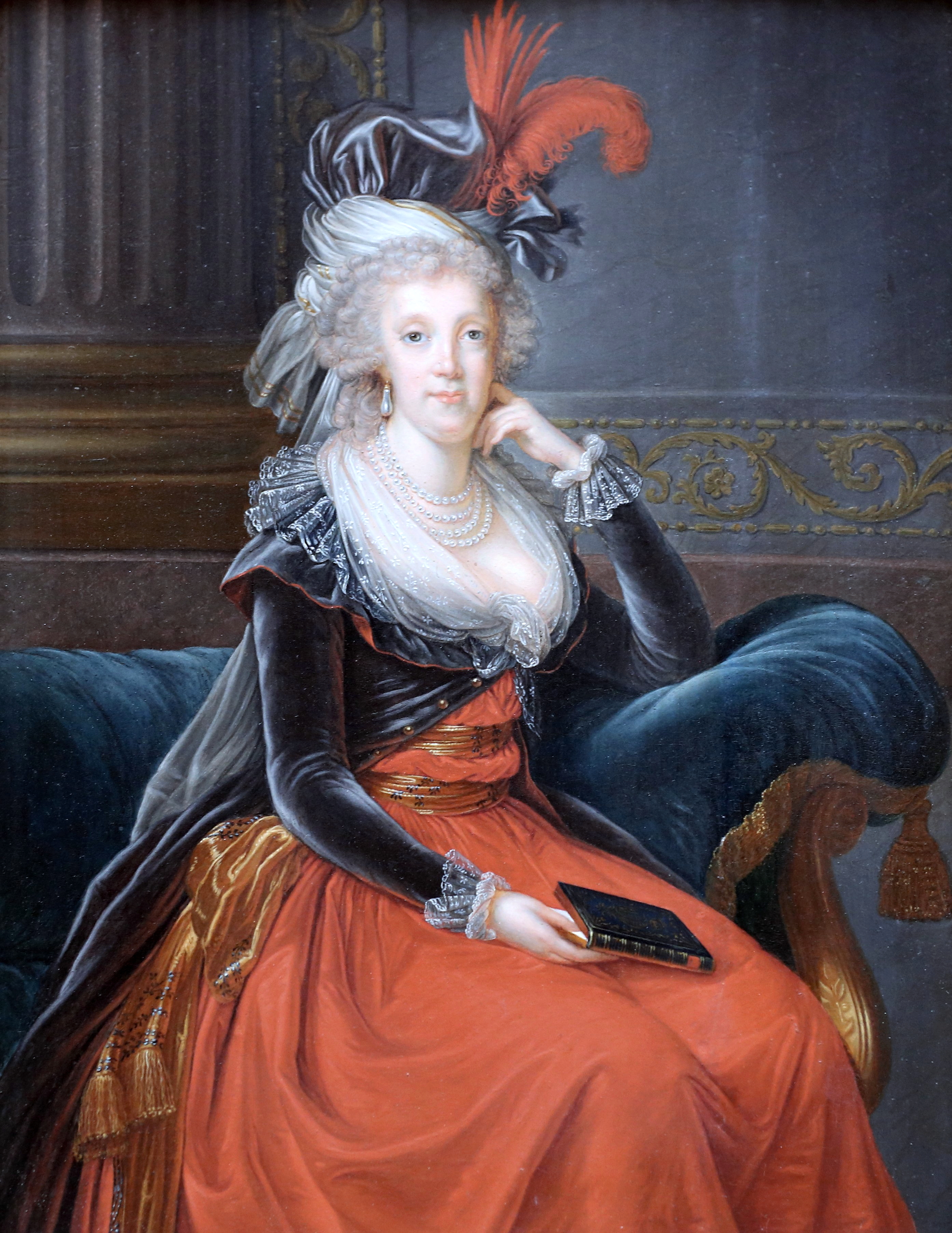
Mária Karolina, Nápoly és Szicília királynéja

## Megítélése
A történészek eltérően ítélik meg személyét és működésének eredményeit. Mária Karolinát már életében sokan támadták, főleg francia és spanyol eredetű röplapokon. Apósa, III. Károly spanyol király azzal vádolta menyét, hogy azzal a szándékkal igyekszik eltávolítani egymástól Spanyolországot és Nápoly-Szicíliát, hogy zavartalanul hódolhasson szenvedélyeinek és szeretőinek, és hogy országát romlásba taszítsa. A király azzal a tudatos szándékkal terjesztette ezeket a gyanúsításokat, hogy Mária Karolinát megfoszthassa trónjától és helyreállíthassa saját gyenge akaratú fiának, IV. Ferdinánd nápolyi királynak hatalmát, ezzel a spanyolbarát kormányzást. Az ellenséges Franciaországból is származtak rágalmak és intrikák, a királyné érzelmeit és hajlamait illetően, amelyek a királyné halála után a komoly szakirodalomba is beszivárogtak.
A modern történetírás nagyjából egyetért abban, hogy Mária Karolina alapvetően Nápoly és Szicília felemelkedése érdekében dolgozott, és eközben sok ellenséget szerzett azok közül, akik IV. Ferdinánd nápolyi király uralkodása alatt előnyöket élveztek. Intelligenciája és politikai tehetsége mellett híjával volt a diplomáciai érzéknek, és a türelemnek is. E tekintetben nagyon hasonlított bátyjára, II. József császárra, aki szintén nem fogadta meg anyja tanácsát, és reformjait túl gyorsan, a következmények mérlegelése nélkül próbálta megvalósítani. Nelson admirális úgy jellemezte Mária Karolinát, hogy ő volt Mária Terézia egyetlen igazi leánya, aki anyja politikai tehetségét saját királyságában eredményesen vitte tovább.

## Külső hivatkozások
- Életrajzi, családi adatai (The Peerage).
- Családi kapcsolatai (Bourbon).
- Családi kapcsolatai (Habsburg).
- Felmenői.
- Családfája.
- Mária Terézia gyermekeiről. Archiválva 2007. szeptember 23-i dátummal a Wayback Machine-ben
- A nápoly–szicíliai Bourbonok történelme (olasz nyelven.
- Az 1799-es Parthenopéi Köztársaság (több nyelven).
- Életrajza (olasz nyelven).

| Ausztriai Mária Karolina Habsburg–Lotaringiai-ház Született: 1752. augusztus 13. Elhunyt: 1814. szeptember 8. |                                                           |                                         |
| |                                                           |                                         |
| Előző Szászországi Mária Amália                                                                               | Szicília királynéja 1768. május 12. – 1814. szeptember 8. | Következő Spanyolországi Mária Izabella |
| Előző Szászországi Mária Amália                                                                               | Nápoly királynéja 1768. május 12. – 1799. január 23.      | Következő Parthenopéi Köztársaság       |
| Előző Parthenopéi Köztársaság                                                                                 | Nápoly királynéja 1799. június 13. – 1806. március 30.    | Következő Julie Clary                   |